# Кандело
Кандело (італ. Candelo, п'єм. Candèj) — муніципалітет в Італії, у регіоні П'ємонт,  провінція Б'єлла.
Кандело розташоване на відстані близько 540 км на північний захід від Рима, 65 км на північний схід від Турина, 6 км на схід від Б'єлли.

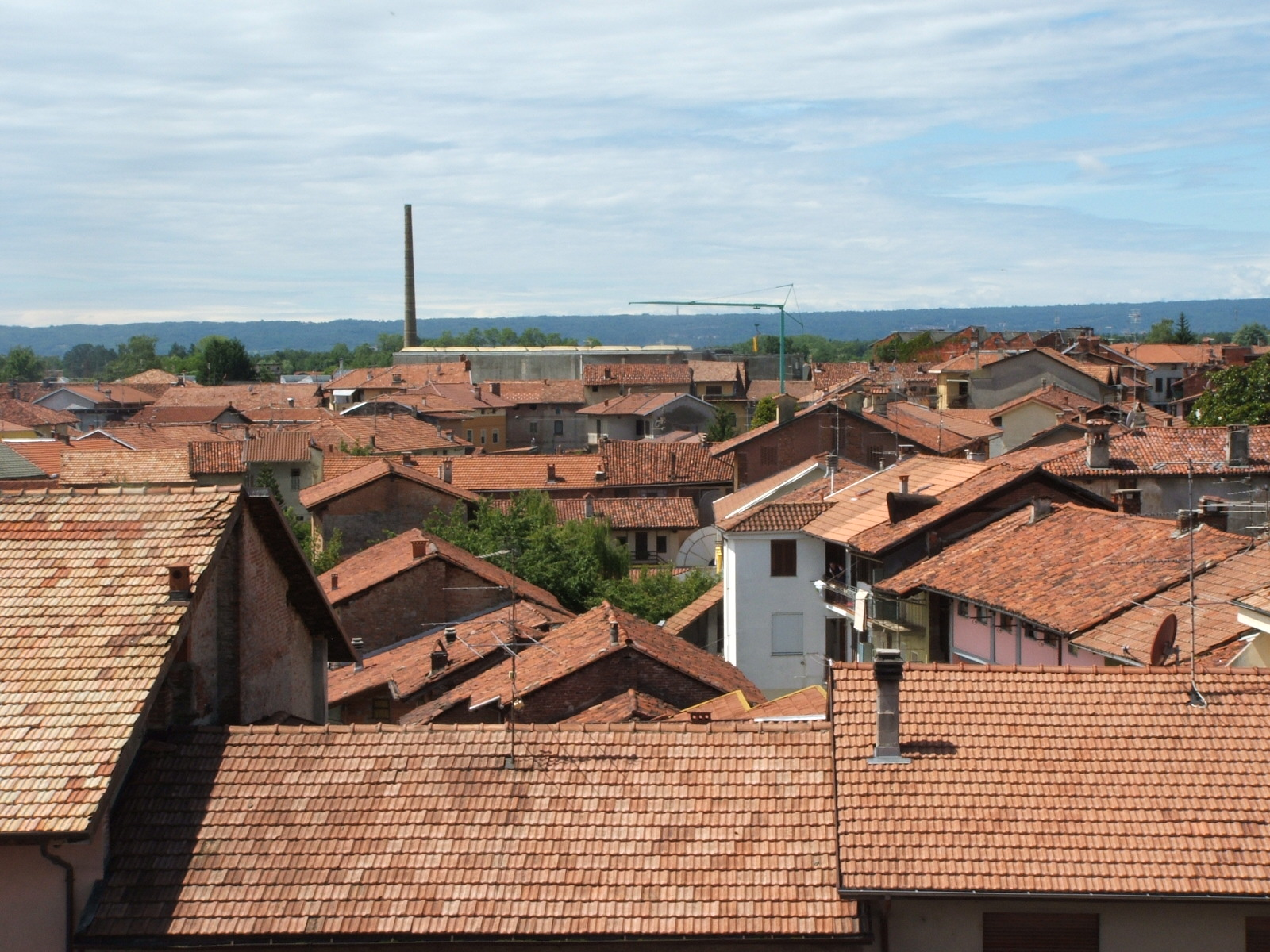

Населення — 7782 особи (2014).

## Демографія
Населення за роками:

Станом на 1 січня 2023 року в муніципалітеті офіційно проживали 192 іноземці з 36 країн, серед них 59 громадян країн Євросоюзу та 3 громадяни України.

## Сусідні муніципалітети
- Бенна
- Б'єлла
- Коссато
- Гальяніко
- Вальденго
- Верроне
- Вільяно-Б'єллезе